# Call of Duty (jogo eletrônico)
Call of Duty é um jogo eletrônico de tiro em primeira pessoa (FPS) desenvolvido pela Infinity Ward e publicado pela Activision. Foi lançado em 29 de outubro de 2003 para Microsoft Windows. É a entrada da franquia Call of Duty.
O jogo simula combates  de infantaria durante a Segunda Guerra Mundial, usando uma versão modificada do mecanismo id Tech 3. Muito do seu tema e jogabilidade é semelhante a série Medal of Honor; no entanto, Call of Duty apresenta ações com infantaria em maior escala, e apresenta vários pontos de vista encenados em teatros britânicos, americanos e soviéticos da Segunda Guerra Mundial.
O jogo introduziu uma nova visão dos aliados controlados por inteligência artificial, que apóiam o jogador durante as missões e reagem as mudanças situacionais durante o jogo. Isso levou a uma ênfase maior no jogo baseado em esquadrões, em oposição à abordagem de "lobo solitário", frequentemente retratada em jogos de tiro em primeira pessoa anteriores. Grande parte da equipe de desenvolvimento da Infinity Ward era formada por membros que ajudaram a desenvolver Medal of Honor: Allied Assault. Call of Duty recebeu elogios da crítica e ganhou vários prêmios de Jogo do Ano dos revisores.
Em 14 de setembro de 2004 foi lançado um pacote de expansão intitulado Call of Duty: United Offensive que utiliza o mesmo motor gráfico id Tech 3. Um porte aprimorado foi lançado para os sistemas PlayStation Network e Xbox Live Arcade dos consoles PlayStation 3 e Xbox 360, intitulado Call of Duty: Classic. Esta versão foi lançada mundialmente em novembro de 2009 com o lançamento de Call of Duty: Modern Warfare 2, estando disponível através dos códigos de resgate incluídos nas edições "Hardened" e "Prestige" do jogo.

## Jogabilidade
Como um jogo de tiro em primeira pessoa, Call of Duty coloca o jogador no controle de um soldado de infantaria que faz uso de várias armas de fogo autênticas da Segunda Guerra Mundial em combate. Cada missão apresenta uma série de objetivos que estão marcados na bússola da tela; o jogador deve completar todos os objetivos para avançar para a próxima missão. O jogador pode salvar e carregar a qualquer momento, em vez do sistema de ponto de verificação (checkpoints) utilizado nos jogos posteriores da série Call of Duty.
O jogador tem dois slots principais para armas, um slot para revólver e podendo transportar até dez granadas. As armas podem ser trocadas com as encontradas no campo de batalha, largadas por soldados mortos. Diferentemente dos jogos posteriores da série Call of Duty, o primeiro permite ao jogador alternar entre diferentes modos de disparo (tiro único ou disparo automático). Call of Duty foi um dos primeiros shooters em primeira pessoa a apresentar mira de ferro no jogo; pressionando a tecla correspondente, o jogador observa a mira de ferro da arma para aumentar a precisão. Além das armas transportadas pelo jogador, há metralhadoras montadas e outras armas fixas que podem ser controladas.
O jogo usa um sistema de medkits padrão, com uma quantidade limitada de saúde refletida por uma barra de saúde. Medkits espalhados pelos níveis ou largados por alguns inimigos são usados para restaurar a saúde quando o jogador está ferido. Na dificuldade Veteran, os medkits estão ausentes.
Call of Duty também apresentou o "shellshock": quando há uma explosão perto do jogador, ele momentaneamente experimenta zumbido simulado, efeitos adequados de "abafamento" do som, visão turva e também resulta no jogador desacelerando, incapaz de correr.
Como o foco do jogo é a simulação de um campo de batalha real, a jogabilidade diferiu de muitos jogos de tiro da época. O jogador se move em conjunto com soldados aliados, em vez de sozinho; soldados aliados ajudarão o jogador a derrotar soldados inimigos e avançar; no entanto, o jogador é encarregado de completar certos objetivos. O jogo coloca forte ênfase no uso de cobertura, fogo supressivo e granadas. Soldados controlados por inteligência artificial se esconderão atrás de muros, barricadas e outros obstáculos quando disponíveis.

## Enredo

### Campanha americana
A campanha americana começa com o soldado Martin, um membro recém-alistado da Companhia Baker do 506.º Regimento de Infantaria Paraquedista, completando o treinamento básico no Campo Toccoa, Geórgia, Estados Unidos, em 10 de agosto de 1942. Depois, a ação muda para a noite de 5 para 6 de junho de 1944, com Martin fazendo parte de um grupo de paraquedistas desbravadores, forçado a empreender uma missão solo para estabelecer uma zona de salto para paraquedistas que participam da Operação Netuno (Dia D), parte da Operação Overlord. Sob fogo intenso, os paraquedistas são espalhados pela zona, deixando Martin em uma unidade mista formada por várias companhias da 101ª e 82ª Divisões Aerotransportadas. Posteriormente eles são liderados pelo Cpt. Foley. A missão termina com Martin e seus aliados fora de uma vila próxima ocupada por forças alemãs. Na segunda missão, Martin e sua unidade são enviados para expulsar os alemães da vila, identificada como sendo Sainte-Mère-Église. Eles lutam para desativar vários Flakpanzers (tanques panzers antiaéreos). Durante o assalto, um pára-quedista é visto pendurado na igreja da cidade (alusivo a John Steele). A terceira missão ocorre no início da manhã, com as forças americanas repelindo um contra-ataque alemão. A quarta missão tem Martin ajudando o Sargento Moody dirigindo de Sainte-Mère-Église para Sainte-Marie-du-Mont ao longo da estrada N13 perto da Praia de Utah para entregar uma mensagem importante, enquanto combatem os alemães. Na quinta missão, é reproduzido um assalto fictício a Brécourt Manor, com a unidade de Martin tomando trincheiras e destruindo posições de artilharia alemã atacando os desembarques na Praia de Utah.
Após a invasão da Normandia, a unidade de Martin foi designada para várias missões secretas atrás das linhas inimigas. A primeira ocorre na sexta missão, com Martin participando de um ataque a uma prisão secreta alemã no porão de uma localidade na Baviera, para resgatar dois oficiais britânicos, o capitão Price e o major Ingram. Ele então descobre com Price que Ingram já havia sido transferido para um campo de prisioneiros de guerra mais seguro para o interrogatório. Assim, a sétima missão tem Martin, acompanhado por Foley e outros soldados, infiltrando-se no campo e resgatando Ingram em menos de dez minutos antes da chegada dos reforços alemães.
Na missão final, a unidade de Martin participa da Batalha do Bulge, protegendo com sucesso documentos secretos de um bunker e interrompendo uma tentativa dos alemães de reforçar suas tropas com tanques.

### Campanha britânica
A primeira missão da campanha britânica tem o sargento Jack Evans e uma unidade da 2nd Ox and Bucks da 6ª Divisão Aerotransportada que participa da Operação Tonga (como apoio aos desembarques na Praia Sword). Logo após a meia-noite de 6 de junho de 1944, a unidade é lançada em planadores Horsa ao lado do Canal de Caen, perto da Ponte Pegasus, em Bénouville. Liderados pelo capitão Price, Evans e suas tropas limpam a ponte dos soldados alemães. Na segunda missão, logo após o meio dia, a unidade de Evans consegue resistir à tentativa de um batalhão alemão, apoiado por tanques, de retomar a ponte. Eventualmente, reforços do 7º Batalhão de Paraquedistas chegam e os alemães recuam.
Na época da terceira missão, em 2 de setembro, Evans foi transferido para o Serviço Aéreo Especial ou SAS. Ele participa de uma missão para sabotar a represa de Eder, destruindo as armas antiaéreas que a protegem. Durante a Operação Chastise, o Esquadrão Nº 617 da RAF destruiu a barragem, mas os alemães conseguiram restaurá-la. Após extração por Price e Sgt. Waters (dublado por Jason Statham), a quarta missão começa com Evans lutando contra as tropas alemãs até que Waters as interrompe explodindo uma ponte. A quinta missão vê a equipe chegando em um aeroporto alemão para concluir sua fuga. Evans usa uma arma antiaérea para cobrir Price e Waters dos aviões alemães enquanto eles adquirem um Fw.200, usando-o para voar em segurança. Na sexta missão, Evans e Price se apresentam como oficiais da marinha alemã para se infiltrar no navio de guerra Tirpitz, desativar suas defesas e roubar informações que a RAF precisa para atacar o navio. Price se sacrifica para ganhar tempo para Evans, que foge com Waters de barco.
A missão final da campanha britânica mostra Evans, Waters e seu esquadrão perto de Burgsteinfurt, na Alemanha, com ordens para ajudar o iminente ataque aliado à cidade. Descobrindo planos para lançar foguetes V-2 nas forças aliadas, a unidade os destrói antes de se juntar ao resto do exército.

### Campanha soviética
A primeira missão da campanha soviética ocorre durante a Batalha de Stalingrado, em 18 de setembro de 1942. O cabo Alexei Ivanovich Voronin, um jovem voluntário soviético e seus companheiros recrutas são enviados através do Rio Volga para a cidade de Stalingrado que está sitiada pelas tropas alemãs. Muitos dos soldados soviéticos são posteriormente mortos quando a Luftwaffe lança um ataque contra os barcos soviéticos, e aqueles que abandonam o barco desertando de sua posição são executados pelos comissários soviéticos (Ver: Ordem número 227). Depois de atravessar o rio, Voronin recebe um pequeno número de balas, que ele dá a um colega soldado atirador para que ele possa cobrir um oficial soviético que convoca uma barragem de artilharia que força os alemães a recuar para a Praça Vermelha. A segunda missão começa na Praça Vermelha com comissários executando soldados soviéticos que recuam (a abertura da campanha soviética é baseada no filme Enemy at the Gates). Voronin coloca as mãos em um rifle e mata vários oficiais alemães, interrompendo a ofensiva alemã por tempo suficiente para a artilharia soviética destruir seus tanques. Na próxima missão, Voronin se une aos seus aliados sobreviventes em uma estação de trem e deve guiá-los ao major Zubov, da 13ª Divisão de Guardas. Por suas ações, Voronin é promovido a sargento júnior. A quarta missão, em 9 de novembro, faz com que Voronin se mova pelos esgotos de Stalingrado para ajudar a retomar um prédio de apartamentos em mãos alemãs. A quinta missão a seguir tem a unidade de Voronin, liderada pelo sargento Pavlov, assaltando um prédio (ver: Casa de Pavlov). Voronin age como um contra-atirador enquanto outro soldado distraí o fogo dos atiradores alemães no prédio; a unidade limpa o prédio dos alemães e o defende de um contra-ataque.
A sexta missão ocorre muito tempo depois, em 17 de janeiro de 1945, com Voronin agora como sargento, servindo na 150ª Divisão de Fuzis do 3º Exército Soviético. A unidade assegura uma instalação improvisada de reparo de tanques na Alemanha em Varsóvia, no meio da Ofensiva Vístula – Oder. A sétima missão acontece pouco depois, com a unidade se movendo para se reagrupar com o 4º Exército de Tanques de Guardas. Devido à escassez de soldados experientes, a oitava missão, em 26 de janeiro, exige que Voronin comande um tanque T-34-85 para o 2º Exército de Tanques de Guardas. Em uma ofensiva em grande escala, os soviéticos capturam uma cidade perto do rio Oder. A nona missão também é centrada em um tanque, com Voronin eliminando todas as unidades alemãs sobreviventes na cidade.
Na missão final, em 30 de abril de 1945, o sargento Voronin retorna à sua antiga unidade, a 150ª Divisão de Guardas. Durante a batalha de Berlim, ele e um pequeno grupo de soldados atacam o prédio do Reichstag e erguem a Bandeira da vitória no topo do prédio, terminando a guerra na Europa.

## Desenvolvimento

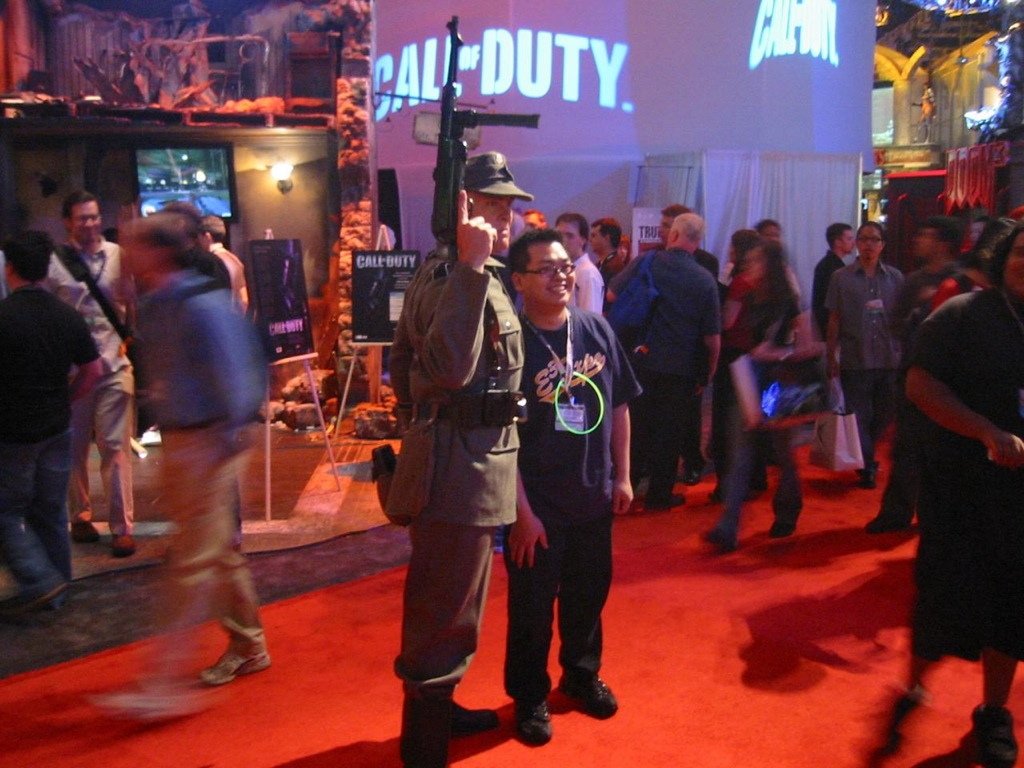
Promoção do jogo na E3 2003

Call of Duty foi desenvolvido pela Infinity Ward, um novo estúdio formado em 2002, originalmente composto por 21 funcionários, muitos dos quais foram desenvolvedores-chefe do bem-sucedido Medal of Honor: Allied Assault lançado no mesmo ano. Liderado pelo diretor de criação Vince Zampella, o desenvolvimento começou em abril de 2002 e a equipe cresceu para 27 membros em maio de 2003. Usando uma versão aprimorada do mecanismo de jogo id Tech 3 desenvolvido para o Quake III Arena e um sistema interno de animação esquelética chamado "Ares", a Infinity Ward decidiu desenvolver um novo videogame da Segunda Guerra Mundial que, ao contrário de muitos de seus antecessores, enfatizava a jogabilidade baseada em esquadrões, com assistência inteligente dos colegas de equipe durante batalhas em larga escala. A equipe também pesquisou extensivamente armas, artilharia e veículos da Segunda Guerra Mundial para melhorar a autenticidade das animações e sons usados ao longo do jogo.
Outra área em que a equipe de desenvolvimento se concentrou foi o componente de busca de inteligência artificial (IA), apelidado de "Conduit". A capacidade de suprimir o inimigo com fogo de cobertura e obstáculos claros, como cercas e janelas, foi fortemente integrada ao aspecto de esquadrão das campanhas single-player. A IA do jogo foi projetada para flanquear o oponente, arremessar granadas e passar de um ponto de cobertura para outro. O diretor de animação Michael Boon explicou que as ações que normalmente seriam roteirizadas em jogos anteriores foram movidas para um ambiente de IA dinâmico, a fim de ajudar a criar uma experiência diferente cada vez que os níveis são repetidos. Enquanto as campanhas eram o foco principal, o desenvolvimento dos modos multiplayer foi adaptado para agradar modders. Zied Rieke, o designer-chefe, esclareceu que a jogabilidade e os modos foram escritos em roteiro, tornando "extremamente fácil para os jogadores fazerem suas próprias modificações no multiplayer de Call of Duty".

## Recepção

### Crítica
Call of Duty recebeu "aclamação da crítica", de acordo com o agregador de análises Metacritic. Ele ganhou vários prêmios de "Jogo do Ano" em 2003 de vários revisores. Foi o ganhador do prêmio "Jogo do Ano" da Academia de Artes e Ciências Interativas de 2004. O jogo também recebeu elogios como "Jogo de Computador do Ano" e "Jogo de Ação em primeira pessoa em Computador do Ano" e foi nomeado para "Melhor Inovação em Jogos de Computador", "Melhor Desempenho na Composição Musical Original" e "Melhor Desempenho no Som e Design" no Interactive Achievement Awards.
A Computer Games Magazine nomeou Call of Duty como o sexto melhor jogo de computador de 2003, e os editores escreveram: "Este jogo aumenta a aposta na arena de tiro da Segunda Guerra Mundial e faz com que tudo o que veio antes pareça tão desatualizado quanto o exército da França". Os editores da Computer Gaming World entregaram Call of Duty com o prêmio "Shooter do ano de 2003". Eles comentaram: "Call of Duty venceu esta categoria sem disparar um tiro - simplesmente não houve debate". Também foi indicado para "Melhor Jogo" no Game Developers Choice Awards de 2004. Embora não tenha recebido esse prêmio, ganhou com a Infinity Ward sendo considerada "Estúdio Novato do Ano". Chuck Russom também recebeu o prêmio "excelência em áudio" por seu trabalho no jogo.
A IGN classificou o jogo em 9.3/10, com o revisor Dan Adams dizendo "Você precisa amar um jogo que o cola no seu lugar e o mantém interessado... Um software emocionante que os fãs de ação devem agarrar e amar ferozmente." Sua única crítica negativa foi a curta duração da campanha do jogo, da qual muitos revisores apontaram.
A versão N-Gage do jogo recebeu "Críticas mistas ou médias" no site Metacritic.

## Prêmios
- 2003 Academy of Interactive Arts & Sciences
  - Jogo do Ano
- 2004 Game Developers Choice Awards
  - Melhor Áudio